# The Restless Conscience
The Restless Conscience: Resistance to Hitler Within Germany 1933-1945 è un documentario del 1991 diretto da Hava Kohav Beller candidato al premio Oscar al miglior documentario.